# Tranh chấp quần đảo Kuril

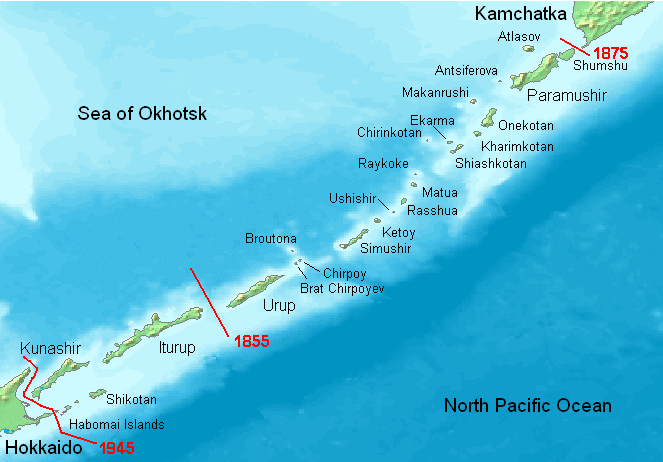
Các hòn đảo tranh chấp trong Quần đảo Kuril. Chữ số năm màu đỏ ghi nhận đường biên giới giữa Nga/Liên Xô và Nhật Bản

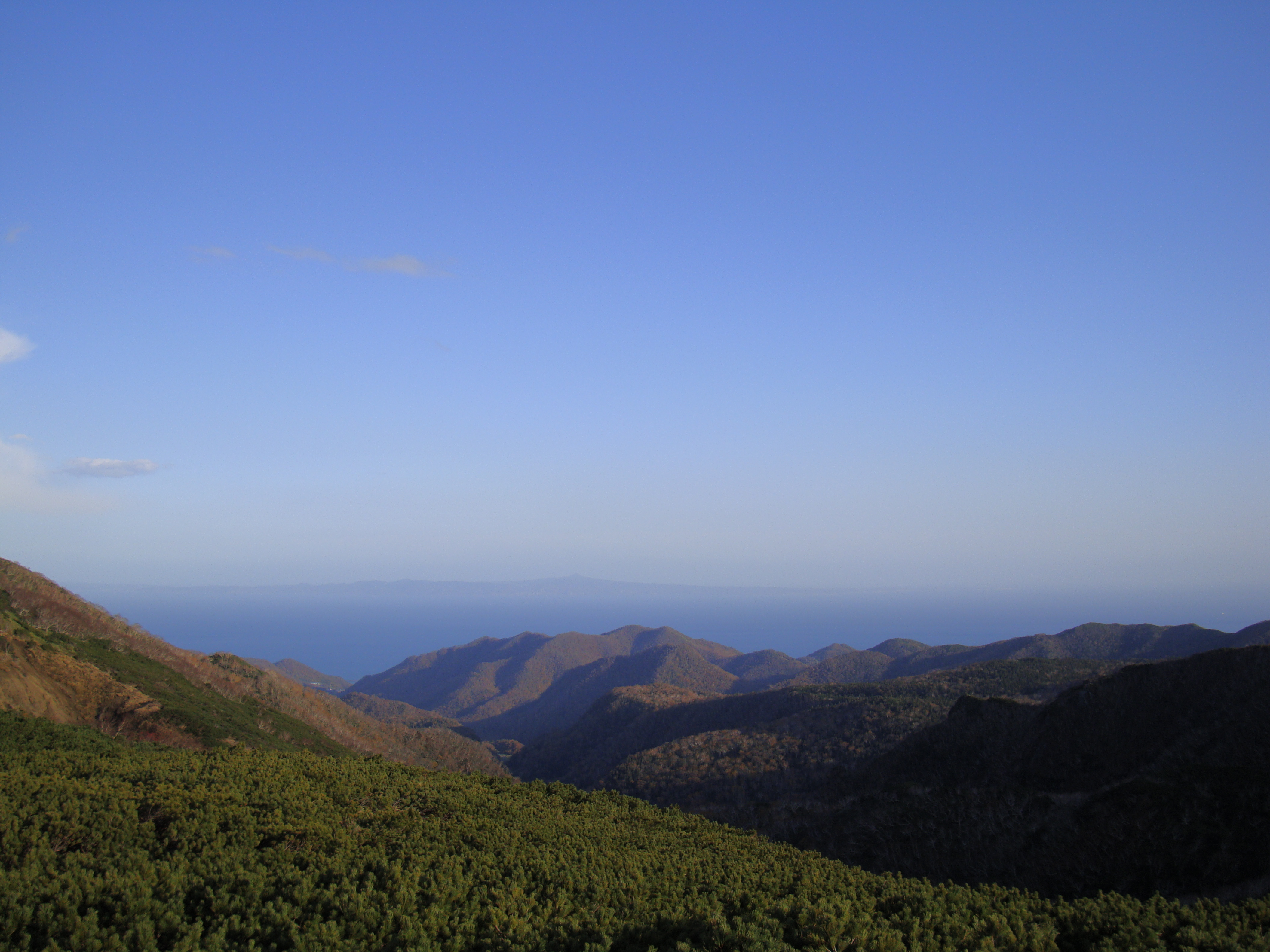
Kunashir

Vấn đề tranh chấp quần đảo Kuril  (tiếng Nga: Спор о принадлежности Курильских островов), hay Vấn đề Lãnh Thổ Phương Bắc (tiếng Nhật: 北方領土問題 (Từ Hán-Việt: Bắc phương lãnh thổ Vấn đề), đã Latinh hoá: Hoppō Ryōdo Mondai), là một tranh chấp giữa Nhật Bản và Nga về vấn đề chủ quyền Quần đảo Kuril. Các hòn đảo tranh chấp bị Hồng quân Liên Xô chiếm vào giai đoạn cuối của Thế chiến thứ 2, hiện dưới quyền kiểm soát của Nga như là Quận Nam Kuril thuộc Sakhalin, tuy nhiên Nhật Bản vẫn tuyên bố chủ quyền và coi đây là một phần của Phó tỉnh Nemuro thuộc tỉnh Hokkaidō.
Các hòn đảo bị tranh chấp là:
- Iturup (tiếng Nga: Итуруп Iturup)/Đảo Etorofu (tiếng Nhật:択捉島 (Trạch Tróc đảo) Etorofu-tō?)
- Kunashir (tiếng Nga: Кунашир Kunashir)/Đảo Kunashiri (tiếng Nhật:国後島 (Quốc Hậu đảo) Kunashiri-tō?)
- Shikotan (tiếng Nga: Шикотан Shikotan)/Đảo Shikotan (tiếng Nhật:色丹島 (Sắc Đơn đảo) Shikotan-tō?)
- Habomai (tiếng Nga: острова Хабомаи ostrova Habomai)/Quần đảo Habomai (tiếng Nhật:歯舞諸島 (Xỉ Vũ chư đảo) Habomai-shotō?)

## Bối cảnh

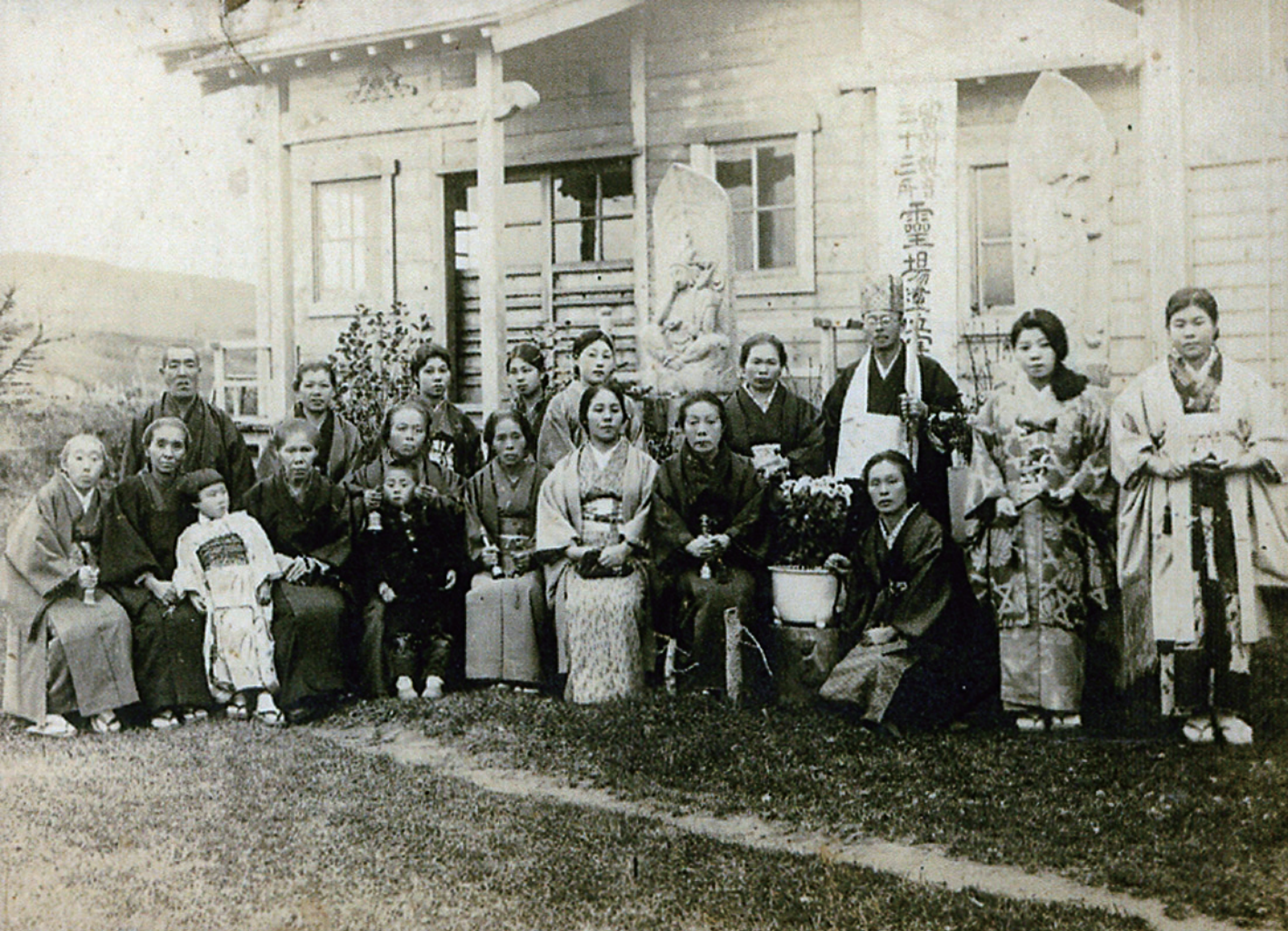
Người Nhật và chùa Phật giáo ở Iturup (Trạch Tróc) (trước năm 1939)

Thỏa thuận Nga-Nhật đầu tiên có liên quan đến tình trạng của Sakhalin và quần đảo Kuril là Hiệp ước Shimoda năm 1855, lần đầu tiên thiết lập quan hệ chính thức giữa Nga và Nhật Bản. Điều 2 của Hiệp ước Shimoda đưa ra một thỏa thuận về biên giới: "Từ nay ranh giới giữa hai quốc gia sẽ nằm giữa các đảo Etorofu và Uruppu; Toàn bộ Etorofu thuộc về Nhật Bản và quần đảo Kurile, nằm phía bắc và bao gồm cả Uruppu, thuộc về Nga.". Các đảo Kunashiri, Shikotan và Quần đảo Habomai, đều nằm về phía nam của Etorofu, không đề cập được rõ ràng trong hiệp ước và được hiểu ngầm là lãnh thổ không tranh chấp của Nhật Bản. Hiệp ước cũng quy định rằng đảo Sakhalin / Karafuto không được phân chia nhưng vẫn theo một chế độ quản lý chung của Nga và Nhật Bản.
Năm 1875 theo Hiệp ước Sankt-Peterburg, Nga và Nhật Bản nhất trí rằng Nhật Bản sẽ từ bỏ tất cả các chủ quyền ở Sakhalin để đổi lấy việc với Nga từ bỏ tất cả các quyền đối với quần đảo Kuril.
Cuộc chiến tranh Nga-Nhật năm 1904-1905 là một thất bại quân sự của Nga. Năm 1905, Hiệp ước Portsmouth, kết thúc vào cuối cuộc chiến này, đã phía nam đảo Sakhalin cho Nhật Bản.
Mặc dù Nhật Bản đã chiếm đóng nhiều phần lãnh thổ ở Viễn Đông của Nga trong thời gian diễn ra Nội chiến Nga sau Cách mạng tháng Mười, Nhật Bản đã không chính thức sáp nhập các lãnh thổ này và sau đó đã rút khỏi các vùng này vào giữa những năm 1920.
Thực tế là đã không có hoạt động thù địch nào giữa Liên Xô và Nhật Bản sau trận Khalkin Gol kết thúc Cuộc chiến tranh biên giới Nhật-Xô năm 1939 đến trước khi Liên Xô tuyên chiến với Nhật Bản vào ngày 08 tháng 8 năm 1945. Sau khi lần lượt chiếm được các hòn đảo từ 18/08 đến 03/09/1945, Liên Xô đã trục xuất những người dân Nhật Bản hai năm sau đó.

## Diễn biến
Các tranh chấp trên quần đảo Kuril xảy ra do hậu quả của Chiến tranh Thế giới thứ hai, sự bất đồng về các thỏa thuận Yalta (2/1945), Tuyên bố Potsdam (7/1945) và Hiệp ước San Francisco (9/1951). Hiệp định Yalta, chữ ký của Hoa Kỳ, Anh và Liên Xô, cho biết: "Các nhà lãnh đạo của ba cường quốc (Liên Xô, Hoa Kỳ của Mỹ và Anh) đã đồng ý rằng trong hai hoặc ba tháng sau khi Đức đã đầu hàng và chiến tranh ở châu Âu bị chấm dứt, Liên Xô sẽ tham gia vào cuộc chiến chống lại Nhật Bản về phía Đồng minh với điều kiện: [....] 2. Các quyền trước đây của Nga xâm phạm bởi các tấn công nguy hiểm của Nhật Bản vào năm 1904 sẽ được phục hồi, đó là: (a) Các phần phía nam của Sakhalin cũng như các đảo lân cận để nó được trả lại cho Liên Xô; [..... ] 3. Quần đảo Kuril sẽ được bàn giao cho Liên Xô.". Nhật Bản, cũng như Hoa Kỳ, tuyên bố rằng thỏa thuận Yalta đã không áp dụng đối với các vùng lãnh thổ phương Bắc, vì các đảo không phải là một phần của quần đảo Kuril.
So với các thỏa thuận Yalta, các văn bản của Tuyên bố Potsdam có nhiều mơ hồ liên quan đến các lãnh thổ của Nhật Bản: "Các điều khoản của Tuyên bố Cairo sẽ được thực hiện và chủ quyền của Nhật Bản được giới hạn ở các đảo Honshu, Hokkaidō, Kyūshū, Shikoku và các đảo nhỏ như chúng tôi xác định". Các đảo của vùng lãnh thổ phương Bắc không nằm trong danh sách này. Tuyên bố Cairo năm 1943 đã không đề cập tới quần đảo Kuril mà chỉ nói: "Nhật Bản cũng sẽ bị trục xuất khỏi tất cả các vùng lãnh thổ khác mà họ đã có được bởi bạo lực và lòng tham".
Hiệp ước Hòa bình San Francisco được ký và thông giữa các lực lượng thuộc phe Đồng minh là Australia, Canada, Ceylon (nay là Sri Lanka), Pháp, Indonesia, Vương quốc Hà Lan, New Zealand, Pakistan, Philippines, Anh Quốc, và Hoa Kỳ (còn Liên Xô từ chối ký Hiệp ước), theo Hiệp ước, Nhật Bản phải từ bỏ tất cả tuyên bố chủ quyền trên Quần đảo Kuril, nhưng cũng không công nhận chủ quyền của Liên Xô trên quần đảo. Nhật Bản hiện cho rằng ít nhất có một vài hòn đảo tranh chấp không phải là một phần của Quần đảo Kuril, do đó không thể áp dụng Hiệp ước. Nga cho rằng chủ quyền của Liên Xô đối với quần đảo đã được công nhận tại các thỏa thuận sau khi kết thúc Thế chiến thứ hai..
Nghị quyết của Thượng viện Hoa Kỳ ngày 28 Tháng Tư năm 1952, phê chuẩn của Hiệp ước San Francisco, nói rằng Liên Xô không có chủ quyền tại quần đảo Nam Kuril.
Trong các cuộc đàm phán hòa bình năm 1956 giữa Nhật Bản và Liên Xô, phía Liên Xô đề nghị giải quyết tranh chấp bằng cách trả lại Shikotan và Habomai cho Nhật Bản. Ở các vòng cuối cùng của cuộc đàm phán phía Nhật Bản thừa nhận những yếu thế về chủ quyền của họ tại Etorofu và Kunashiri và đồng ý giải quyết theo đề nghị của Liên Xô để đổi lấy một hiệp ước hòa bình. Tuy nhiên, người Mỹ đã can thiệp và ngăn chặn thỏa thuận. Hoa Kỳ cảnh báo Nhật Bản rằng việc từ bỏ các tuyên bố chủ quyền của Nhật Bản trên các hòn đảo Iturup và Kunashir sẽ dẫn tới việc Hoa Kỳ sẽ không trao trả Okinawa cho Nhật Bản. Hoa Kỳ đã khẳng định rằng Hiệp ước hoà bình San Francisco "không xác định chủ quyền của các lãnh thổ mà Nhật Bản từ bỏ" nhưng "Nhật Bản không có quyền chuyển giao chủ quyền trên vùng lãnh thổ đó". Tuy nhiên, hai bên Nhật Bản và Liên Xô sau đó đã ra một Tuyên bố chung nhưng không có vấn đề giải quyết tranh chấp. Tình trạng giữa hai bên đã không đáng kể thay đổi kể từ đó, và một hiệp ước hòa bình vĩnh viễn giữa Nhật Bản và Nga vẫn chưa được ký kết.
Ngày 07/10/1964, khi tiếp xúc với phái đoàn của Đảng Cộng sản Nhật Bản, Mao Trạch Đông đã nói rằng các hòn đảo trên phải được trao trả lại cho Nhật Bản, ông cũng nói mình có một ý tưởng để hỗ trợ Nhật Bản về vấn đề các vùng lãnh thổ Phương Bắc.
Tại Hội nghị thượng đỉnh giữa Tanaka và Brezhnev năm 1973, hai bên nhất trí rằng sau khi giải quyết các vấn đề còn tồn đọng sẽ ký kết một hiệp ước hòa bình.
Năm 1981, Nhật Bản lập ra ngày "Lãnh thổ Phương Bắc" vào ngày 07/02 hàng năm. Các tranh chấp căng thẳng về quần đảo Kuril đã tiếp tục trầm trọng hơn khi ngày 16 tháng 7 năm 2008, khi chính phủ Nhật Bản công bố hướng dẫn học sách giáo khoa mới, trong đó chỉ đạo giáo viên phải nói rằng Nhật Bản có chủ quyền trên quần đảo Kuril. Bộ Ngoại giao Nga công bố vào ngày 18 tháng 7, "những hành động này không phải đóng góp vào sự phát triển của hợp tác tích cực giữa hai nước, cũng như đến việc giải quyết tranh chấp" và tái khẳng định chủ quyền đối với hòn đảo..
Năm 1991, Liên Xô giải thể, Liên bang Nga trở thành một thực thể độc lập, và kế thừa tranh chấp. Ngày 01/11/2010 Tổng thống Medvedev đã đến thăm đảo Kunashir và nói rằng ông chỉ đi thăm "lãnh thổ Nga "và đây là" một khu vực quan trọng của đất nước chúng tôi. Ngày 10 Tháng Hai, năm 2011 nhà lãnh đạo Nga tiếp tục kêu gọi tăng cường triển khai quân sự trên quần đảo Kuril. Khi đưa ra các tuyên bố, Tổng thống Medvedev cho biết, hòn đảo là một phần "không thể tách rời" của đất nước và là một khu vực chiến lược của Nga. Bộ Ngoại giao Nhật Bản chỉ trích tuyên bố của Medvedev, gọi đó là hành vi khiêu khích. Thủ tướng Nhật Bản Naoto Kan gọi là chuyến thăm này là "đáng tiếc" và sau đó triệu hồi đại sứ của mình tại Moskva. Nhiều nhà phân tích xem chuyến thăm này là có liên quan với các tuyên bố chung gần đây về Thế chiến thứ hai giữa Trung Quốc và Nga, và liên quan với các tranh chấp Quần đảo Senkaku giữa Nhật Bản và Trung Quốc.
Trợ lý Ngoại trưởng Hoa Kỳ Philip Crowley trong một cuộc họp báo ngày 02/11/2010 cho biết "Mỹ công nhận chủ quyền của Nhật Bản về các vùng lãnh thổ phương Bắc" và nói thêm Hiệp ước an ninh Mỹ-Nhật áp dụng đối với Lãnh thổ phương Bắc.

### Quan điểm của Nhật Bản
Bộ Ngoại giao Nhật Bản đã ra sách trắng về chủ quyền đối với các hòn đảo trên:. Tuyên bố Cairo và Tuyên bố Potsdam không áp dụng cho Lãnh thổ Phương Bắc vì những hòn đảo này chưa bao giờ thuộc về Nga ngay cả trước những năm 1904-1905. Trong Hiệp ước năm 1855 thiết lập quan hệ ngoại giao giữa hai nước, Nga đã tuyên bố đây là các lãnh thổ không tranh chấp thuộc về Nhật Bản. Vì vậy, các hòn đảo trên không thuộc về Nhật Bản "do bạo lực và lòng tham". Mặc dù theo Điều (2c) của Hiệp ước San Francisco năm 1951, Nhật Bản phải từ bỏ mọi quyền đối với quần đảo Kuril, nhưng Hiệp ước đã không áp dụng đối với các đảo Kunashiri, Etorofu, Shikotan và Habomai vì chúng không được liệt kê trong Quần đảo Kuril. Ngoài ra, Liên Xô đã không ký vào hiệp ước San Francisco.
Tại Nhật Bản, có tin nói các nhóm khác nhau hợp tác với chính quyền địa phương để khuyến khích người dân Nhật Bản thúc đẩy sự trở lại của quần đảo. Một người đàn ông có gia đình bị đuổi ra khỏi đảo, Kenjiro Suzuki, là chủ tịch của Hội cư dân Chishima Habomai (Chishima là tên tiếng Nhật cho các quần đảo Kuril). Trong năm 2008, tổ chức có một ngân sách khoảng 187.000.000 Yên (1.700.000 Đô la Mỹ).